# Liga Premier de Israel 2024-25
La Liga Premier de Israel 2024-25, también conocida como «Ligat ONE ZERO» por razones de patrocinio, fue la vigésima sexta temporada desde su introducción en 1999 y la temporada 83.ª de fútbol de primer nivel en Israel. Comenzó el 23 de agosto de 2024 y terminó el 24 de mayo de 2025.
Maccabi Tel Aviv fue el defensor del título, luego de coronarse campeón la temporada pasada.

## Equipos participantes
| Pos. | Descendidos de la Liga Premier 2023-24 |
| ---- | -------------------------------------- |
| 13.º | Hapoel Tel Aviv                        |
| 14.º | Hapoel Petah-Tikvah                    |

| Pos. | Ascendidos de la Liga Leumit 2023-24 |
| ---- | ------------------------------------ |
| 1.º  | Hapoel Ironi Kiryat Shmona           |
| 2.º  | Ironi Tiberias                       |

| Club                       | Ciudad         | Estadio              | Capacidad |
| -------------------------- | -------------- | -------------------- | --------- |
| Ashdod                     | Asdod          | Estadio Yud-Alef     | 7800      |
| Beitar Jerusalén           | Jerusalén      | Estadio Teddy Kollek | 31 733    |
| Bnei Sakhnin               | Sajnin         | Doha Stadium         | 8500      |
| Hapoel Be'er Sheva         | Beerseba       | Turner Stadium       | 16 126    |
| Hapoel Hadera              | Hadera         | Estadio Netanya      | 13 610    |
| Hapoel Haifa               | Haifa          | Estadio Sammy Ofer   | 30 942    |
| Hapoel Ironi Kiryat Shmona | Kiryat Shemona | Estadio Netanya      | 13 610    |
| Hapoel Jerusalem           | Jerusalén      | Estadio Teddy Kollek | 31 733    |
| Ironi Tiberias             | Tiberíades     | Estadio Green        | 5200      |
| Maccabi Bnei Reineh        | Reineh         | Estadio HaShalom     | 5800      |
| Maccabi Haifa              | Haifa          | Estadio Sammy Ofer   | 30 942    |
| Maccabi Netanya            | Netanya        | Estadio Netanya      | 13 610    |
| Maccabi Petah-Tikvah       | Petaj Tikva    | Estadio Hamoshava    | 11 500    |
| Maccabi Tel Aviv           | Tel Aviv       | Estadio Bloomfield   | 29 400    |

## Temporada regular

### Clasificación
| Pos. | Equipo                     | Pts. | PJ | G  | E  | P  | GF | GC | Dif. | Clasificación 2024-25 |
| ---- | -------------------------- | ---- | -- | -- | -- | -- | -- | -- | ---- | --------------------- |
| 1    | Hapoel Be'er Sheva         | 58   | 26 | 18 | 6  | 2  | 52 | 18 | +34  | Grupo Campeonato      |
| 2    | Maccabi Tel Aviv           | 57   | 26 | 17 | 6  | 3  | 56 | 27 | +29  | Grupo Campeonato      |
| 3    | Maccabi Haifa              | 47   | 26 | 14 | 6  | 6  | 54 | 32 | +22  | Grupo Campeonato      |
| 4    | Beitar Jerusalén           | 46   | 26 | 13 | 7  | 6  | 48 | 34 | +14  | Grupo Campeonato      |
| 5    | Hapoel Haifa               | 41   | 26 | 12 | 5  | 9  | 39 | 31 | +8   | Grupo Campeonato      |
| 6    | Maccabi Netanya            | 37   | 26 | 11 | 4  | 11 | 39 | 37 | +2   | Grupo Campeonato      |
| 7    | Hapoel Ironi Kiryat Shmona | 34   | 26 | 10 | 4  | 12 | 28 | 38 | −10  | Grupo Descenso        |
| 8    | Maccabi Bnei Reineh        | 31   | 26 | 9  | 4  | 13 | 27 | 35 | −8   | Grupo Descenso        |
| 9    | Hapoel Jerusalén           | 30   | 26 | 7  | 9  | 10 | 32 | 35 | −3   | Grupo Descenso        |
| 10   | Ironi Tiberias             | 27   | 26 | 6  | 9  | 11 | 20 | 36 | −16  | Grupo Descenso        |
| 11   | Maccabi Petah-Tikvah       | 24   | 26 | 6  | 6  | 14 | 22 | 44 | −22  | Grupo Descenso        |
| 12   | Bnei Sakhnin               | 23   | 26 | 6  | 6  | 14 | 19 | 37 | −18  | Grupo Descenso        |
| 13   | Ashdod                     | 22   | 26 | 5  | 7  | 14 | 35 | 48 | −13  | Grupo Descenso        |
| 14   | Hapoel Hadera              | 20   | 26 | 3  | 11 | 12 | 23 | 42 | −19  | Grupo Descenso        |

 Fuente: Soccerway

### Resultados
| Local \ Visitante          | ASH | BEI | BNS | HBS | HAH | HHA | HJE | HIK | ITB | MBR | MHA | MNE | MPT | MTA |
| -------------------------- | --- | --- | --- | --- | --- | --- | --- | --- | --- | --- | --- | --- | --- | --- |
| Ashdod                     | —   | 2–3 | 3–5 | 0–2 | 1–1 | 0–1 | 1–1 | 2–1 | 1–0 | 1–2 | 1–3 | 0–0 | 0–0 | 0–2 |
| Beitar Jerusalén           | 3–2 | —   | 1–0 | 1–1 | 0–0 | 1–0 | 1–1 | 1–1 | 1–1 | 1–4 | 3–2 | 2–0 | 5–0 | 3–1 |
| Bnei Sakhnin               | 2–2 | 2–1 | —   | 0–0 | 0–1 | 0–2 | 0–2 | 0–1 | 0–0 | 2–0 | 1–1 | 1–0 | 2–0 | 0–4 |
| Hapoel Be'er Sheva         | 3–1 | 4–1 | 0–0 | —   | 2–1 | 3–0 | 3–1 | 5–1 | 4–0 | 1–1 | 3–3 | 1–0 | 1–0 | 2–2 |
| Hapoel Hadera              | 0–3 | 0–4 | 0–0 | 1–2 | —   | 0–0 | 1–1 | 0–2 | 1–2 | 2–1 | 1–3 | 2–2 | 0–1 | 2–3 |
| Hapoel Haifa               | 2–1 | 3–2 | 2–1 | 0–1 | 3–0 | —   | 4–0 | 4–3 | 1–0 | 1–3 | 1–4 | 1–3 | 5–1 | 1–1 |
| Hapoel Jerusalén           | 1–0 | 3–3 | 1–0 | 0–2 | 1–1 | 1–0 | —   | 0–0 | 4–0 | 0–1 | 0–0 | 2–3 | 4–1 | 2–3 |
| Hapoel Ironi Kiryat Shmona | 3–2 | 0–3 | 2–1 | 0–1 | 1–1 | 2–1 | 2–0 | —   | 2–0 | 0–0 | 0–4 | 0–1 | 2–0 | 1–2 |
| Ironi Tiberias             | 2–1 | 1–0 | 1–0 | 0–2 | 1–1 | 1–0 | 0–2 | 3–1 | —   | 1–0 | 0–0 | 2–3 | 1–2 | 2–2 |
| Maccabi Bnei Reineh        | 1–4 | 0–2 | 0–1 | 1–0 | 1–2 | 0–2 | 0–0 | 1–0 | 1–0 | —   | 2–2 | 4–3 | 1–2 | 1–2 |
| Maccabi Haifa              | 1–2 | 1–3 | 3–0 | 0–2 | 4–2 | 1–1 | 3–3 | 4–1 | 4–0 | 2–0 | —   | 2–0 | 1–0 | 0–3 |
| Maccabi Netanya            | 2–2 | 3–0 | 4–0 | 1–2 | 2–1 | 0–3 | 2–1 | 2–0 | 1–1 | 2–0 | 0–2 | —   | 1–2 | 1–2 |
| Maccabi Petah-Tikvah       | 2–2 | 1–2 | 1–1 | 2–5 | 0–0 | 0–0 | 2–0 | 0–1 | 0–0 | 2–1 | 1–2 | 0–1 | —   | 0–3 |
| Maccabi Tel Aviv           | 5–1 | 1–1 | 3–1 | 1–0 | 2–2 | 2–0 | 2–1 | 0–1 | 1–1 | 0–1 | 2–0 | 4–1 | 3–2 | —   |

## Grupo Campeonato

### Clasificación
| Pos. | Equipo               | Pts. | PJ | G  | E | P  | GF | GC | Dif. | Clasificación 2025-26                             |
| ---- | -------------------- | ---- | -- | -- | - | -- | -- | -- | ---- | ------------------------------------------------- |
| 1    | Maccabi Tel Aviv (C) | 80   | 36 | 24 | 8 | 4  | 86 | 36 | +50  | Segunda ronda clasificatoria de Liga de Campeones |
| 2    | Hapoel Be'er Sheva   | 78   | 36 | 24 | 8 | 4  | 75 | 28 | +47  | Primera ronda clasificatoria de Liga Europa       |
| 3    | Maccabi Haifa        | 61   | 36 | 18 | 8 | 10 | 68 | 54 | +14  | Segunda ronda clasificatoria de Liga Conferencia  |
| 4    | Beitar Jerusalén     | 54   | 36 | 15 | 9 | 12 | 58 | 54 | +4   | Segunda ronda clasificatoria de Liga Conferencia  |
| 5    | Hapoel Haifa         | 52   | 36 | 15 | 7 | 14 | 51 | 50 | +1   |                                                   |
| 6    | Maccabi Netanya      | 45   | 36 | 13 | 6 | 17 | 51 | 58 | −7   |                                                   |

 Fuente: Soccerway
|                                      |
| Bandera de Israel                    |
| Campeón Maccabi Tel Aviv 26.º título |

### Resultados
| Local \ Visitante  | BEI | HBS | HHA | MHA | MNE | MTA |
| ------------------ | --- | --- | --- | --- | --- | --- |
| Beitar Jerusalén   | —   | 1–1 | 0–1 | 1–2 | 0–3 | 3–1 |
| Hapoel Be'er Sheva | 3–1 | —   | 5–0 | 4–1 | 2–0 | 1–3 |
| Hapoel Haifa       | 1–0 | 1–2 | —   | 0–2 | 1–1 | 1–3 |
| Maccabi Haifa      | 3–3 | 0–3 | 1–5 | —   | 1–0 | 0–3 |
| Maccabi Netanya    | 0–1 | 2–1 | 2–2 | 2–3 | —   | 1–6 |
| Maccabi Tel Aviv   | 5–0 | 1–1 | 3–0 | 1–1 | 4–1 | —   |

## Grupo Descenso

### Clasificación
| Pos. | Equipo                     | Pts. | PJ | G  | E  | P  | GF | GC | Dif. | Clasificación 2025-26    |
| ---- | -------------------------- | ---- | -- | -- | -- | -- | -- | -- | ---- | ------------------------ |
| 1    | Hapoel Jerusalén           | 44   | 33 | 11 | 11 | 11 | 47 | 42 | +5   |                          |
| 2    | Maccabi Bnei Reineh        | 41   | 33 | 12 | 5  | 16 | 36 | 43 | −7   |                          |
| 3    | Hapoel Ironi Kiryat Shmona | 37   | 33 | 11 | 4  | 18 | 32 | 52 | −20  |                          |
| 4    | Bnei Sakhnin               | 36   | 33 | 10 | 7  | 16 | 26 | 44 | −18  |                          |
| 5    | Ashdod                     | 35   | 33 | 8  | 11 | 14 | 48 | 55 | −7   |                          |
| 6    | Ironi Tiberias             | 35   | 33 | 8  | 11 | 14 | 28 | 45 | −17  |                          |
| 7    | Maccabi Petah-Tikvah (D)   | 33   | 33 | 8  | 9  | 16 | 31 | 50 | −19  | Descendido a Liga Leumit |
| 8    | Hapoel Hadera (D)          | 27   | 33 | 5  | 12 | 16 | 31 | 57 | −26  | Descendido a Liga Leumit |

 Fuente: Soccerway

### Resultados
| Local \ Visitante          | ASH | BNS | HAH | HJE | HIK | ITB | MBR | MPT |
| -------------------------- | --- | --- | --- | --- | --- | --- | --- | --- |
| Ashdod                     | —   | —   | 4–1 | 1–1 | 4–2 | —   | —   | —   |
| Bnei Sakhnin               | 0–0 | —   | —   | —   | —   | 2–1 | 0–1 | —   |
| Hapoel Hadera              | —   | 0–1 | —   | 2–4 | 1–0 | —   | —   | —   |
| Hapoel Jerusalén           | —   | 4–1 | —   | —   | 2–0 | 3–1 | —   | 0–0 |
| Hapoel Ironi Kiryat Shmona | —   | 0–1 | —   | —   | —   | 0–2 | 0–3 | 2–1 |
| Ironi Tiberias             | 1–2 | —   | 1–1 | —   | —   | —   | 2–1 | 0–0 |
| Maccabi Bnei Reineh        | 1–1 | —   | 1–2 | 2–1 | —   | —   | —   | 0–2 |
| Maccabi Petah-Tikvah       | 1–1 | 1–2 | 4–1 | —   | —   | —   | —   | —   |

## Goleadores
Actualizado al 25 de mayo de 2025
| Posición | Jugador            | Club               | Goles |
| -------- | ------------------ | ------------------ | ----- |
| 1        | Guy Melamed        | Hapoel Haifa       | 21    |
| 2        | Dia Saba           | Maccabi Haifa      | 16    |
| 3        | Dor David Turgeman | Maccabi Tel Aviv   | 15    |
| 4        | Dean David         | Maccabi Haifa      | 14    |
| 4        | Kings Kangwa       | Hapoel Be'er Sheva | 14    |
| 4        | Mohammed Kna'an    | Ashdod             | 14    |